# Partido de Escobar
Escobar es uno de los 135 partidos de la provincia argentina de Buenos Aires. Su cabecera es la localidad de Belén de Escobar. Situado en el borde de la zona norte del Gran Buenos Aires, parte de su extensión se ubica dentro del mismo, y es uno de los sitios con mayor crecimiento poblacional del conurbano bonaerense. Limita con los partidos de Campana, Pilar, Malvinas Argentinas y Tigre. 

## Población
| Población | 28.386 | 46.150 | 81.385 | 128.421 | 178.155 | 213.619 | 256.268 |

## Geografía

### Sismicidad
La región responde a la «subfalla del río Paraná», y a la «subfalla del río de la Plata», con sismicidad baja; y su última expresión se produjo el 5 de junio de 1888 (137 años), a las 3.20 UTC-3, con una magnitud en Escobar, de 5,0 en la escala de Richter (terremoto del Río de la Plata de 1888).

## Lugares turísticos

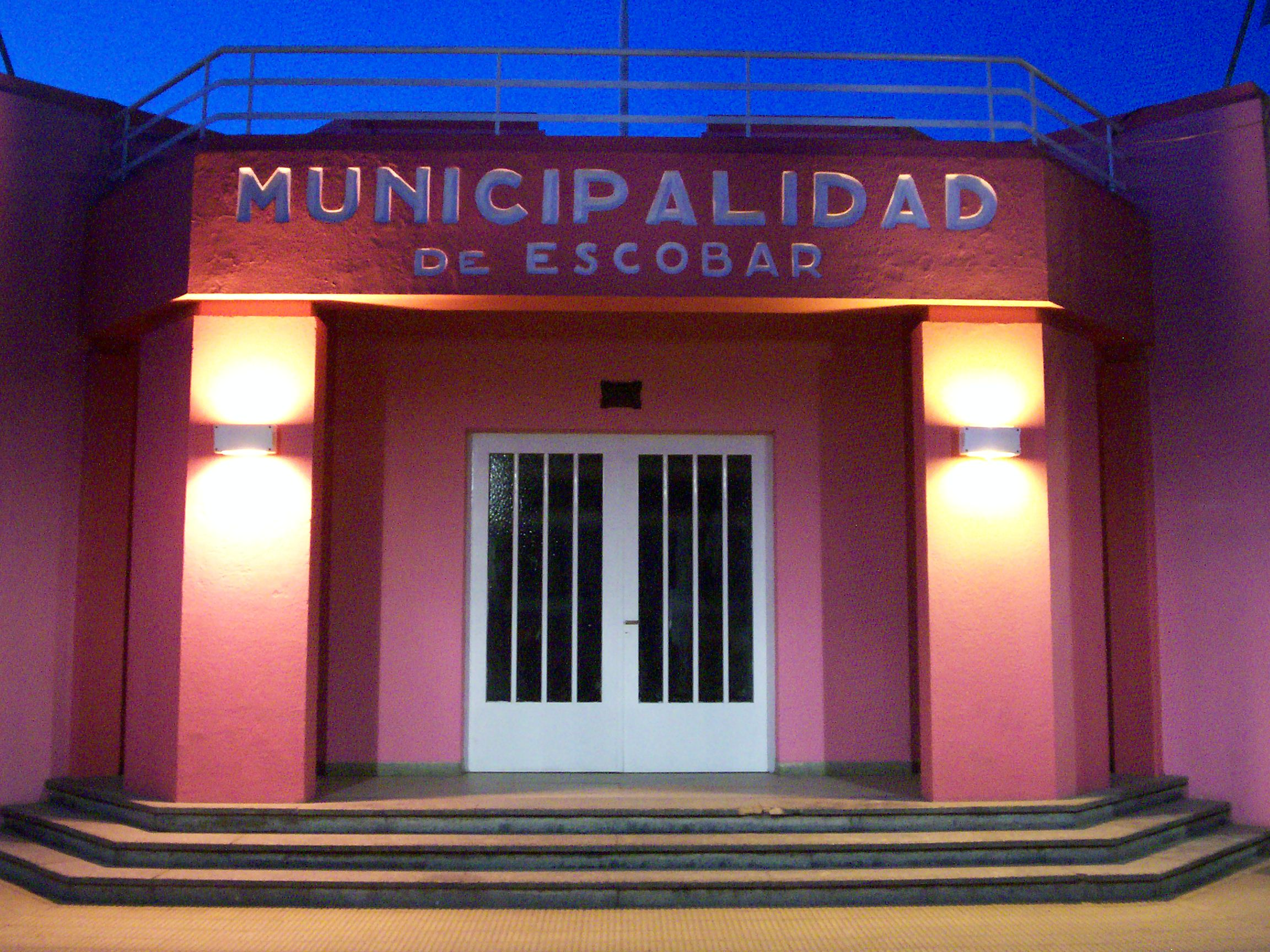
Palacio de la Municipalidad de Escobar.

- Bibliocabina de la Plaza de Ingeniero Maschwitz (cabina telefónica restaurada por los vecinos y convertida en biblioteca pública y gratuita)
- Fiesta Nacional de la Flor
- Jardín Japonés
- Co-Catedral Natividad del Señor
- Barrio parque El Cazador
- Costanera del Río Paraná de las Palmas
- Puente de la Arenera.
- Museo Histórico Agustín Campiglia
- Paseo de los Artesanos y Emprendedores de Escobar (entre Colón y Tapia de Cruz)
- Palacio municipal
- Bioparque Temaikèn.
- El lugar de las aves Munchis
- Cervecería Barba Roja
- Plaza Combatientes de Malvinas e Islas del Atlántico Sur
- Lugar recreativo (lago) de Jumbo
- Museo municipal "Ciudad de Garín".
- Plaza General Belgrano - Garín.
- Plaza de la Estación de Garín
- Parque "El Dorado" - Ingeniero Maschwitz.
- Plaza céntrica de Ingeniero Maschwitz.
- Paseo de compras y restaurantes Paseo Mendoza. Ingeniero Maschwitz
- Teatro Seminari
- Centro de Educación Lúdica Interactiva (CELI)
- Galpón de las Ciencias
- Bar Pet Friendly Monagatha Food & Beer House

## Entidades deportivas
- Club Atlético Independiente de Escobar.
- Club Sportivo Escobar.
- Club Deportivo Armenio

## Política

### Intendentes desde 1983
| Intendente               | Mandato                                           | Partido | Partido | Alianza | Alianza | Elecciones |
| ------------------------ | ------------------------------------------------- | ------- | ------- | ------- | ------- | ---------- |
| Oscar Roque Larghi       | 10 de diciembre de 1983 - 10 de diciembre de 1987 |         | UCR     |         | —       | 1983       |
| Fernando Argentino Valle | 10 de diciembre de 1987 - 10 de diciembre de 1991 |         | PJ      |         | FREJURE | 1987       |
| Fernando Argentino Valle | 10 de diciembre de 1991 - 10 de diciembre de 1995 |         | PJ      | FREJUFE | 1991    |            |
| Luis Abelardo Patti      | 10 de diciembre de 1995 - 10 de diciembre de 1999 |         | PJ      | FREJUFE | 1995    |            |
| Luis Abelardo Patti      | 10 de diciembre de 1999 - 10 de diciembre de 2003 |         | PAUBO   |         | —       | 1999       |
| Silvio Víctor González   | 10 de diciembre de 2003 - 10 de diciembre de 2007 |         | PAUFE   |         | AFEBA   | 2003       |
| Sandro Adrián Guzmán     | 10 de diciembre de 2007 - 10 de diciembre de 2011 |         | PAUFE   |         | —       | 2007       |
| Sandro Adrián Guzmán     | 10 de diciembre de 2007 - 10 de diciembre de 2011 |         | PJ      |         | FPV     | 2007       |
| Sandro Adrián Guzmán     | 10 de diciembre de 2011 - 10 de diciembre de 2015 | 2011    | PJ      |         | FPV     |            |
| Ariel Bernardo Sujarchuk | 10 de diciembre de 2015 - 10 de diciembre de 2019 |         | PJ      | 2015    | FPV     |            |
| Ariel Bernardo Sujarchuk | 10 de diciembre de 2019 - 10 de diciembre de 2023 |         | PJ      | FdT     | 2019    |            |
| Ariel Bernardo Sujarchuk | 10 de diciembre de 2023 - En el cargo             |         | PJ      | UP      | 2023    |            |

1. ↑  El Partido Unidad Federalista era conocido como "Partido Unidad Bonaerense".
2. ↑  Se volvió a unir al Partido Justicialista en 2008.

### Poder Legislativo

#### Concejo Deliberante
El Concejo Deliberante del partido de Escobar funciona en la calle Asborno 743 de Belén de Escobar (cabecera del partido). El cuerpo está compuesto por 24 concejales.
| Concejal/Concejala                | Bloque | Bloque                 | Inicio del Mandato | Fin del Mandato |
| --------------------------------- | ------ | ---------------------- | ------------------ | --------------- |
| María Laura Guazzaroni (P)        |        | Unión por la Patria    | 2021               | 2025            |
| Flavia Soledad Battistiol         |        | Unión por la Patria    | 2021               | 2025            |
| Lorena Noemí Vogel                |        | Unión por la Patria    | 2021               | 2025            |
| Jonatan Ezequiel Cruz             |        | Unión por la Patria    | 2021               | 2025            |
| Andrea Elizabeth González         |        | Unión por la Patria    | 2023               | 2027            |
| Marcelo Alberto Ibarra            |        | Unión por la Patria    | 2021               | 2025            |
| Claudia Elizabeth Ledesma         |        | Unión por la Patria    | 2021               | 2025            |
| Matías Horacio Peralta            |        | Unión por la Patria    | 2023               | 2027            |
| Carolina Andrea Ybañez            |        | Unión por la Patria    | 2023               | 2027            |
| Silvia Beatriz Riedel             |        | Unión por la Patria    | 2023               | 2027            |
| Sandra Yanina Sotelo              |        | Unión por la Patria    | 2023               | 2027            |
| Brian David Fernando Parsons      |        | Unión por la Patria    | 2023               | 2027            |
| Javier Heriberto Rehl Gómez       |        | Unión por la Patria    | 2023               | 2027            |
| Ramón Antonio Álvarez             |        | Juntos Escobar         | 2021               | 2025            |
| Patricia Dora Froy                |        | Juntos Escobar         | 2021               | 2025            |
| Leandro Gastón Goroyesky          |        | Juntos Escobar         | 2023               | 2027            |
| Sandra Beatriz De Boeuf           |        | La Libertad Avanza     | 2023               | 2027            |
| Mariana Elena Huber               |        | La Libertad Avanza     | 2023               | 2027            |
| Diego Alejandro Muzzio            |        | La Libertad Avanza     | 2023               | 2027            |
| Florencia Campo Dall'Orto         |        | Cambia Escobar         | 2023               | 2027            |
| Diego Ezequiel Castagnaro         |        | Cambia Escobar         | 2021               | 2025            |
| Griselda Mirian Romariz de Aristi |        | Unión Liberal          | 2021               | 2025            |
| María Gabriel Hernández           |        | Proyecto Escobar       | 2021               | 2025            |
| Carina Susana Chmit               |        | Compromiso con Escobar | 2021               | 2025            |

- P: Presidente del HCD.

#### Consejo Escolar
El Consejo Escolar de Escobar está compuesto por 8 miembros. A continuación su composición para los períodos 2021-2025 y 2023-2027:
| Consejero/Consejera             | Bloque | Bloque               | Inicio del Mandato | Fin del Mandato |
| ------------------------------- | ------ | -------------------- | ------------------ | --------------- |
| Pamela Alejandra Pavón (P)      |        | Unión por la Patria  | 2023               | 2027            |
| Osvaldo Marsino Morazzini       |        | Unión por la Patria  | 2023               | 2027            |
| Diego Rodrigo Bianchini         |        | Unión por la Patria  | 2023               | 2027            |
| José María Guido                |        | Unión por la Patria  | 2021               | 2025            |
| María Noelia Piu                |        | Unión por la Patria  | 2021               | 2025            |
| Griselda Alejandra García Ortiz |        | Juntos por el Cambio | 2021               | 2025            |
| Mario Ignacio Patti             |        | Juntos por el Cambio | 2021               | 2025            |
| Walter Daniel Rodríguez         |        | La Libertad Avanza   | 2023               | 2027            |

### Elecciones municipales

#### Elecciones en la década de 2020
|  | 52,37 % |

|  | 25,95 % |

|  | 18,54 % |

|  | 3,14 % |

|  | 89,19 % |

|  | 10,19 % |

|  | 0,62 % |

|  | 76,94 % |

|  | 100 % |

|  | 43,20 % |

|  | 33,68 % |

|  | 8,61 % |

|  | 6,33 % |

|  | 3,54 % |

|  | 3,39 % |

|  | 1,24 % |

|  | 96,14 % |

|  | 3,13 % |

|  | 0,73 % |

|  | 69,90 % |

|  | 100 % |

#### Elecciones en la década de 2010
|  | 64,66 % |

|  | 27,39 % |

|  | 3,41 % |

|  | 2,29 % |

|  | 2,25 % |

|  | 92,62 % |

|  | 6,64 % |

|  | 0,74 % |

|  | 81,22 % |

|  | 100 % |

|  | 39,24 % |

|  | 35,51 % |

|  | 11,05 % |

|  | 4,54 % |

|  | 4,27 % |

|  | 3,97 % |

|  | 1,42 % |

|  | 94,27 % |

|  | 5,03 % |

|  | 0,70 % |

|  | 77,43 % |

|  | 100 % |

|  | 40,01 % |

|  | 32,09 % |

|  | 20,25 % |

|  | 4,37 % |

|  | 3,28 % |

|  | 89,30 % |

|  | 10,26 % |

|  | 0,44 % |

|  | 82,13 % |

|  | 100 % |

|  | 28,86 % |

|  | 25,25 % |

|  | 24,31 % |

|  | 7,44 % |

|  | 6,54 % |

|  | 5,52 % |

|  | 2,08 % |

|  | 92,90 % |

|  | 6,50 % |

|  | 0,60 % |

|  | 82,15 % |

|  | 100 % |

|  | 52,56 % |

|  | 10,90 % |

|  | 7,44 % |

|  | 6,22 % |

|  | 5,25 % |

|  | 5,25 % |

|  | 4,52 % |

|  | 3,13 % |

|  | 3,03 % |

|  | 1,71 % |

|  | 87,65 % |

|  | 11,83 % |

|  | 0,52 % |

|  | 83,09 % |

|  | 100 % |

#### Elecciones en la década de 2000
|  | 46,51 % |

|  | 15,74 % |

|  | 10,25 % |

|  | 9,85 % |

|  | 5,28 % |

|  | 3,52 % |

|  | 3,01 % |

|  | 2,11 % |

|  | 1,27 % |

|  | 0,98 % |

|  | 0,66 % |

|  | 0,45 % |

|  | 0,35 % |

|  | 89,15 % |

|  | 9,86 % |

|  | 0,99 % |

|  | 76,99 % |

|  | 100 % |

|  | 31,83 % |

|  | 19,92 % |

|  | 15,40 % |

|  | 9,13 % |

|  | 6,82 % |

|  | 5,06 % |

|  | 2,86 % |

|  | 2,49 % |

|  | 1,66 % |

|  | 1,04 % |

|  | 1,01 % |

|  | 0,88 % |

|  | 0,73 % |

|  | 0,55 % |

|  | 0,31 % |

|  | 0,28 % |

|  | 84,90 % |

|  | 14,62 % |

|  | 0,48 % |

|  | 78,97 % |

|  | 100 % |

|  | 39,35 % |

|  | 33,79 % |

|  | 7,08 % |

|  | 6,37 % |

|  | 4,97 % |

|  | 1,67 % |

|  | 1,61 % |

|  | 1,01 % |

|  | 0,93 % |

|  | 0,85 % |

|  | 0,79 % |

|  | 0,55 % |

|  | 0,54 % |

|  | 0,27 % |

|  | 0,22 % |

|  | 82,91 % |

|  | 16,39 % |

|  | 0,70 % |

|  | 78,09 % |

|  | 100 % |

|  | 51,03 % |

|  | 28,56 % |

|  | 5,63 % |

|  | 3,66 % |

|  | 2,70 % |

|  | 2,59 % |

|  | 2,43 % |

|  | 1,19 % |

|  | 1,11 % |

|  | 0,33 % |

|  | 0,27 % |

|  | 0,15 % |

|  | 0,01 % |

|  | 87,46 % |

|  | 11,80 % |

|  | 0,74 % |

|  | 74,57 % |

|  | 100 % |

|  | 47,23 % |

|  | 19,39 % |

|  | 5,28 % |

|  | 0,96 % |

|  | 0,28 % |

|  | 25,91 % |

|  | 6,53 % |

|  | 4,82 % |

|  | 4,24 % |

|  | 3,42 % |

|  | 2,96 % |

|  | 2,11 % |

|  | 1,04 % |

|  | 0,91 % |

|  | 0,55 % |

|  | 0,28 % |

|  | 77,69 % |

|  | 15,03 % |

|  | 7,28 % |

|  | 79,83 % |

|  | 100 % |

#### Elecciones en la década de 1990
|  | 55,43 % |

|  | 20,50 % |

|  | 3,71 % |

|  | 24,21 % |

|  | 16,90 % |

|  | 1,77 % |

|  | 0,75 % |

|  | 0,49 % |

|  | 0,45 % |

|  | 88,34 % |

|  | 11,26 % |

|  | 0,40 % |

|  | 87,13 % |

|  | 100 % |

|  | 56,69 % |

|  | 35,50 % |

|  | 2,26 % |

|  | 2,15 % |

|  | 1,81 % |

|  | 1,59 % |

|  | 90,74 % |

|  | 8,82 % |

|  | 0,44 % |

|  | 84,21 % |

|  | 100 % |

|  | 72,02 % |

|  | 13,48 % |

|  | 10,94 % |

|  | 3,03 % |

|  | 0,28 % |

|  | 0,25 % |

|  | 89,11 % |

|  | 10,64 % |

|  | 0,25 % |

|  | 86,02 % |

|  | 100 % |

|  | 51,66 % |

|  | 25,69 % |

|  | 12,73 % |

|  | 3,34 % |

|  | 2,36 % |

|  | 2,01 % |

|  | 0,94 % |

|  | 0,94 % |

|  | 0,33 % |

|  | 89,54 % |

|  | 9,74 % |

|  | 0,72 % |

|  | 84,72 % |

|  | 100 % |

|  | 42,13 % |

|  | 28,84 % |

|  | 7,26 % |

|  | 6,31 % |

|  | 4,63 % |

|  | 3,59 % |

|  | 2,17 % |

|  | 1,93 % |

|  | 1,41 % |

|  | 0,61 % |

|  | 0,59 % |

|  | 0,53 % |

|  | 93,86 % |

|  | 5,46 % |

|  | 0,68 % |

|  | 85,16 % |

|  | 100 % |

#### Elecciones en la década de 1980
|  | 53,59 % |

|  | 30,02 % |

|  | 9,52 % |

|  | 4,73 % |

|  | 1,58 % |

|  | 0,56 % |

|  | 85,44 % |

|  | 14,09 % |

|  | 0,47 % |

|  | 88,98 % |

|  | 100 % |

|  | 49,69 % |

|  | 36,89 % |

|  | 6,27 % |

|  | 2,00 % |

|  | 1,49 % |

|  | 1,30 % |

|  | 0,82 % |

|  | 0,68 % |

|  | 0,58 % |

|  | 0,28 % |

|  | 96,03 % |

|  | 3,37 % |

|  | 0,60 % |

|  | 88,82 % |

|  | 100 % |

|  | 42,83 % |

|  | 29,87 % |

|  | 10,69 % |

|  | 4,64 % |

|  | 3,62 % |

|  | 3,15 % |

|  | 2,90 % |

|  | 1,16 % |

|  | 0,80 % |

|  | 0,34 % |

|  | 97,26 % |

|  | 1,96 % |

|  | 0,78 % |

|  | 87,54 % |

|  | 100 % |

|  | 51,70 % |

|  | 37,43 % |

|  | 4,07 % |

|  | 2,55 % |

|  | 1,20 % |

|  | 1,08 % |

|  | 0,95 % |

|  | 0,61 % |

|  | 0,39 % |

|  | 0,02 % |

|  | 92,98 % |

|  | 6,62 % |

|  | 0,40 % |

|  | 89,16 % |

|  | 100 % |

#### Elecciones en la década de 1970 y 1960
|  | 55,99 % |

|  | 29,05 % |

|  | 6,30 % |

|  | 4,89 % |

|  | 2,67 % |

|  | 0,81 % |

|  | 0,29 % |

|  | 91,05 % |

|  | 8,59 % |

|  | 0,36 % |

|  | 39,67 % |

|  | 24,79 % |

|  | 24,67 % |

|  | 2,30 % |

|  | 1,88 % |

|  | 1,78 % |

|  | 1,76 % |

|  | 1,33 % |

|  | 0,91 % |

|  | 0,47 % |

|  | 0,44 % |

|  | 92,23 % |

|  | 7,77 % |

|  | 51,15 % |

|  | 28,32 % |

|  | 8,03 % |

|  | 5,62 % |

|  | 2,83 % |

|  | 2,44 % |

|  | 1,61 % |

|  | 86,17 % |

|  | 12,34 % |

|  | 1,49 % |

## Localidades del Partido
- Belén de Escobar (cabecera)
- Garín
- Ingeniero Maschwitz
- Matheu
- Maquinista F. Savio (compartida con el partido del Pilar)
- Puerto Paraná
- Loma Verde

## Límites del Partido
Los límites que conforman al partido de Escobar son: Calle Belgrano, Ruta 9, Av. Constituyentes, Av. Patricias Argentinas, vías del Ferrocarril Mitre (Calle Juan Beliera), Arroyo Pinazo, Calle Los Fresnos, Calle Apatamas, Río Lujan, Arroyo Las Rosas, Río Paraná de las Palmas, Canal Gobernador Arias, Av. Dique Luján, Calle Brasil, Arroyo, Av. El Dorado.[cita requerida]
En los últimos años, en Escobar se han construido muchos barrios privados. La energía en el partido la provee la empresa Edenor.